# کاروانسرای نیمه
کاروانسرای نیمه آثاری تاریخی و باستانی در سره راه ارطباتی شهرستان لار، شهرستان بستک به شهرستان بندر لنگه واقع شده‌است. بنای موسوم به «کاروانسرای نیمه»
در کیلومتر ۲ جاده آسفالته لار، بستک و در دشت صحرای نیمه در کنار برکهٔ نیمه قرار گرفته‌است. این بنا به صورت چهار ایوانی و چهارگنبدی بوده و از معماری متقارنی برخوردار است، شواهد نشان می‌دهد که تمامی مصالح به کار برده شده برای احداث بنا از مناطق اطراف جمع‌آوری شده‌است. کاربرد سنگ به عنوان ماده اصلی با ملات ویژه موجب استحکام بنا در طول قرن‌های متمادی در برابر حوادث طبیعی پابرجا مانده‌است. متأسفانه عدم استقرار میراث فرهنگی در این مناطق دور افتاده موجب شده بسیاری از آثارهای تاریخی لارستان و هرمزگان موجب بی مهری واقع شوند، نابود یا تخریب شوند.
کاروانسرای نیمه در غرب استان هرمزگان واقع شده، و یکی از آثار تاریخی و از نقاط دیدنی جنوب ایران است.
این (کاروانسرا) سرپناهی واستراحتگاهی در مسیر جاده بازارگانی لار، بندر لنگه به بندرعباس بوده‌است. وبا کارواسراهای :کاروانسرای بستک،
کاروانسرای کوردان و کاروانسرای کوخرد
هماهنگ بوداند در مسیر راه‌های بازارگانی واستراحتگاه قوافل که از این مناطق عبور می‌نموده‌اند اهمیت خاصی داشته بوده‌اند.
این کاروانسرا دارای حیاط مرکزی بوده و در اطراف اصطبل‌ها، استراحت گاه‌ها قرار داشته بوده‌است،
این بنای تاریخی سازه‌ای سنگی با مصالح گچ و اندودهای ساروجی است که بنیان کاروانسرا را تشکیل داده‌اند.
این اثر تاریخی در مسیر راه بازرگانی شیراز – لار – بندرلنگه به بندرعباس قرار داشته بوده‌اند، و در دوران گذشته از ویژگی‌های خاصی برخور دار بوده‌اند.